# Ádám Anderle
Ádám Anderle (en húngaro [ˈa:da:m ˈɒndɛrlɛ]; Kozármisleny, Hungría, 25 de febrero de 1943–Szeged, Hungría, 19 de noviembre de 2016), fue un historiador húngaro, profesor universitario, profesor emérito y fundador del Departamento de Estudios Hispánicos de la Universidad de Szeged.

## Biografía
Ádám Anderle completó sus estudios universitarios en Szeged en la Universidad Attila József en 1966 y recibió su diploma en estudios húngaros y historia. Durante sus años universitarios también aprendió español porque estaba interesado en la historia de Cuba, América Latina y España. Su interés por el mundo hispano fue planteado por Tibor Wittman, un profesor universitario. Anderle se doctoró en historia, en 1967.
En 1969 se convirtió en educador e investigador en el Departamento de la Historia Universal de la Edad Media y la Historia de América Latina . 
En 1988 escribió su disertación académica sobre el tema de Identidades nacionales y continentalismo en América Latina en los siglos XIX y XX.
En 1989 se convirtió en profesor universitario y recibió una cátedra universitaria. Dirigió el Departamento de la Historia Universal de la Edad Media y la Historia de América Latina entre 1983 y 1992. En 1993 fundó el Departamento de Estudios Hispánicos que dirigió también entre 1993 y 2008. 
En 1997 fue miembro fundador del Programa del Doctorado de Historia Moderna y Contemporánea en su alma mater, la Universidad de Szeged.
En 2013 luego profesor emérito.
Ha contribuido en gran medida a la expansión de las relaciones internacionales de la Universidad de Szeged,
Ádám Anderle fue profesor Invitado en las universidades de Latin America: Universidad Santa María en Caracas, Universidad Nacional Mayor de San Marcos en Lima, Universidad de La Habana en Cuba, y  en las universidades de Europa: Universidad de Alcalá en Alcalá de Henares en España y Universidad de Gotinga en Alemania.
Escribió más de 200 artículos y unos 30 libros.

## Membresías
- Vicedecano (1985–1986)
- director del Departamento de la Historia Universal de la Edad Media y la Historia de América Latina (1985–1993)
- Jefe del grupo de investigación (1982–1992)
- fundador y primer director del Departamento de Estudios Hispánicos (1993–2008)
- Consejo Doctoral de la Universidad, miembro (2000–2005)
- Comité Universitario de Habilitación, miembro (2000–2014)
- Consejo de Facultad, miembro (1998–2015)
- Consejo Doctoral de Facultad, miembro (1996–2001)
- Programa del Doctorado de Historia Moderna y Contemporánea, director (1997–2013)
- AHILA – Asociación de Historiadores Latinoamericanistas Europeos: miembro (1975–1983), miembro del Comité Ejecutivo (1983–1993), Presidente (1987–1990), socio honorario (2015–2016)
- CEISAL (1990–1995)
- Asociación de Historiadores Latinoamericanistas Húngaros, Presidente (1989–1996)
- Sociedad Histórica Húngara, Consejo de administración, miembro (1990–1995)
- Academia Húngara de Ciencias
- Historia Latinoamericana en Europa. Boletín de AHILA (Liverpool) (1985–1993)
- Anuario Mariáteguiano (Lima)
- Acta Histórica. Estudios Latinoamericanos (1982–1993)
- Acta Hispánica (1996–2008)
- Jacobus. Revista de Estudios Jacobeos y Medievales, Valladolid (2003–2008)
- Fundación José Carlos Mariátegui (Lima) (2009–2016)

## Premios
- 1981: Premio Extraordinario José Carlos Mariátegui (Casa de las Américas)
- 1997: Orden del Mérito Civil, Commander
- 1999: Orden al Mérito por Servicios Distinguidos por el Estado Peruano
- 2008: Orden de Isabel la Católica, Encomienda de Número.
- Széchenyi Professzori Ösztöndíj (Széchenyi Profesor Beca) (1997–2000)
- Maestro de maestros (1999)
- Juhász Gyula-díj (Gyula Juhász Premio) (2003)
- Pro Universitate (2008)
- Doctor honoris causa Pro Scientia (2011)
- Orden del Mérito de la República de Hungría (2013)
- Diploma de Oro (Universidad de Szeged, 2016)

## Obras[1]
- A Rajk-per spanyolországi előzményei. Századok,  149:(6) pp. 1327-1361. (2015)
- Cuba en la historiografía húngara In: Opatrný Josef (ed.) Ibero-Americana Pragensia Supplementum 35: El Caribe hispanoparlante en las obras de sus historiadores. Konferencia helye, ideje: Csehország, 2013.09.06-2013.09.07. Prága: Karolinum, 2014. pp. 49-59. ISBN 978-80-246-2437-2
- El latinoamericanismo en Hungría. Társszerzőkkel: Fischer Ferenc, Lilón Domingo. ANUARIO AMERICANISTA EUROPEO 8: pp. 157-173. (2010)
- Történelmi minták és utak. Esszék Spanyolországról és Latin-Amerikáról. Szeged: Szerzői kiadás, 2009. 213 p. ISBN 978 963 482 931 7
- Magyar kivándorlás Latin-Amerikába az első világháború előtt. Szerző: Torbágyi Péter; szerk. Anderle Ádám. Szeged; SZTE Történettudományi Doktori Iskola, 2009.
- A magyar emigráció Latin-Amerikában. Történelmi vázlat. Külügyi szemle 3: pp. 174-192. (2008)
- A magyar forradalom és a hispán világ. In: Anderle Ádám (ed.) A magyar forradalom és a hispán világ, 1956. Szeged: Szegedi Tudományegyetem, Bölcsészettudományi Kar, 2007. pp. 13-19. ISBN 978 963 482 806 8
- A magyar kérdés. Spanyol követi jelentések Bécsből 1848-1868. Szerk. Anderle Ádám. Szeged: Hispánia Kiadó, 2002. 258 p.
- Kutatási Közlemények III. A magyar-katalán kapcsolatok ezer éve. Szeged; Hispánia Kiadó, 2001. 121 p.
- Stációk. Erdély – Európa – Latin-Amerika. Tudományos konferencia Wittman Tibor professzor születésének 75. évfordulóján; összeáll. Anderle Ádám, szerk. Anderle Ádám, Nagy Marcel; Hispánia, Szeged, 1999
- Tanulmányok a latin-amerikai magyar emigráció történetéből. Szeged; Hispánia Kiadó, 1999. 93 p. ISBN 963-85831-9-3
- Investigaciones sobre América Latina. Informe para la Asamblea General de CEISAL. México, 1999.
- Kozári Mónika társszerzővel: Un Húngaro en el México Revolucionario: Kálmán Kánya Ministro del Imperio Austro-Húngaro en México durante la Revolución Mexicana y la Primera Guerra Mundial. Ciudad de México: EDAMEX, 1999. 220 p. ISBN 970-661-082-0
- Latin-Amerika. A függetlenség útjai- Bicentenario, 1810-2010; Anderle, Ádám; (ed.) 2. bőv. kiad.; SZTE, Szeged, 2012
- A magyar tudományos diákköri konferenciák története, 1951-2011; összeáll., szerk. Anderle Ádám; Országos Tudományos Diákköri Tanács, Bp., 2011
- Latin-Amerika története. Szeged: JATEPress Kiadó, 2010. 179 p. ISBN 978-963-315-001-6
- La mirada húngara. Ensayos sobre la historia de España y de América Latina Szeged: Szegedi Tudományegyetem, 2010. 217 p. ISBN 978 963 306 008 7
- A magyar-spanyol kapcsolatok ezer éve. Szeged: Szegedi Egyetemi Kiadó, 2006. 208 p. ISBN 963 7356 28 2
- Latin-Amerikai utakon. Szeged: Hispánia Kiadó, 2002. 162 p. ISBN 9638626402
- Spanyolország messzire van? Szeged: Hispánia Kiadó, 2000. 134 pp.
- Horváth Gyula társszerzővel: Perón – Che Guevara. Budapest; Pannonica Kiadó, 2000. 342 p. ISBN 9639252077